# Erdaojiang
Erdaojiang (二道江区,  Èrdàojiāng Qū) ist ein chinesischer Stadtbezirk der bezirksfreien Stadt Tonghua im Süden der Provinz Jilin. Der Stadtbezirk hat eine Fläche von 369,4 Quadratkilometern und zählt 146.631 Einwohner (Stand: Zensus 2010).

## Administrative Gliederung
Auf Gemeindeebene setzt sich der Stadtbezirk aus zwei Straßenvierteln, drei Großgemeinden und einer Gemeinde zusammen. 